# Аргета
Аргета је бренд словеначке компаније Дрога Колинска за конзервисане прехрамбене производе у облику паштете. Ове паштете се праве у више укуса где у њихов састав улазе туњевина, ћуреће, пилеће или говеђе месо уз додатак разних врста поврћа и зачина.
Аргета се продаје у многим земљама Европе, Блиског истока и широм света.